# Белокуракино
Белокура́кино (укр. Білокуракине) — посёлок городского типа в Луганской области Украины, входит в Сватовский район. После российского вторжения на Украину, посёлок оккупирован Россией.

## Географическое положение
Расположен на реке Белая (приток Айдара).
Находится в 3 км от железнодорожной станции Белокуракино (на линии Старобельск — Валуйки).

## История
Поселение основано в 1700 году.
В 1700-е годы слобода Бело-Куракина принадлежала Валуйской округе Воронежской губернии.
К началу 1890х годов слобода Белокуракина была центром Белокуракинской волости Старобельского уезда Харьковской губернии, она насчитывала 848 дворов, численность населения составляла 5503 человека обоего пола.
В декабре 1917 года была установлена Советская власть.
В апреле 1923 года Белокуракино стало районным центром, в 1932 году здесь была создана МТС.
В 1934 году здесь началось издание районной газеты.
Во время Великой Отечественной войны 9 июля 1942 года райцентр был оккупирован наступавшими немецкими войсками, в дальнейшем обязанности обеспечения охраны в этом районе были переданы подразделениям 8-й итальянской армии. В Белокуракино был создан полицейский участок, находившийся в подчинении интендантской службы итальянской 8-й армии. В ходе Острогожско-Россошанской операции 19 января 1943 года был освобождён частями 172-й стрелковой дивизии РККА (сейчас имя этой дивизии носит одна из улиц поселка, спускающаяся к реке Белой, ранее называвшаяся Новая).
С 1974 года — посёлок городского типа.
В 1969 году население составляло 6,7 тыс. человек, здесь действовал молокозавод.
В 1978 году здесь действовали асфальтобетонный завод, элеватор, районное объединение «Сельхозтехника», межколхозная строительная организация, комбинат бытового обслуживания, четыре общеобразовательные школы, музыкальная школа, больница, Дом культуры, четыре клуба и пять библиотек.
В январе 1989 года численность населения составляла 8434 человека.
В августе 1996 года находившийся здесь элеватор передали в состав государственной акционерной компании "Хлеб Украины", в ноябре 1997 года Кабинет министров Украины принял решение о приватизации элеватора.
По состоянию на 1 января 2011 года численность населения составляла 6944 человека, на 1 января 2012 года — 6811, на 1 января 2013 года — 6737.
В марте 2022 года, после российского вторжения на Украину, территория Белокуракинского района была оккупирована Россией. После занятия российскими войсками, в посёлке местные жители организовали митинг против российской оккупации.